# ベーケーシュチャバ - ケーテジハーザ - メゼーヘジェシュ - ウーイセゲド線
ベーケーシュチャバ - ケーテジハーザ - メゼーヘジェシュ - ウーイセゲド線（ハンガリー語;Békéscsaba–Kétegyháza–Mezőhegyes–Újszeged-vasútvonal）は、ハンガリー国鉄の鉄道線の名称である。路線番号は121。終点の新セゲド駅は、セゲドの玄関駅の一つであるが、ベーケーシュチャバとセゲドを結ぶ役割は主に135号線が担っている。

## 運行形態[1]
ベーケーシュチャバ - メゼーヘジェシュ間に、2時間に1本の運行。メゼーヘジェシュ - ウーイセゲド間は、一日2往復しか運行されない。
2021年度以前は、夏季を除く金・日曜日に、メゼーヘジェシュ以西で一日3往復運行していた。うち、金・日曜日のみ運行の1往復は、マコー - セーレグ間ノンストップであった。

## 駅一覧
以下では、ハンガリー国鉄121号線の駅と営業キロ、停車列車、接続路線などを一覧表で示す。
- ■印：全列車停車
- ｜印：全列車通過

| 路線名 | 駅名                           | 駅間営業キロ | 累計営業キロ | S | 接続路線                                                                     | 所在地           | 所在地                   |
| ------ | ------------------------------ | ------------ | ------------ | - | ---------------------------------------------------------------------------- | ---------------- | ------------------------ |
| 120    | ベーケーシュチャバ駅           | -            | 0            | ■ | 120号線（ブダペスト方面）、128号線（ケテジャーン方面） 135号線（セゲド方面） | ベーケーシュ県   | ベーケーシュチャバ郡     |
| 121    | ケーテジハーザ駅               | 17           | 17           | ■ | 120号線（ブラショフ方面）                                                    | ベーケーシュ県   | ジュラ郡                 |
| 121    | バーンクート駅                 | 8            | 25           | ■ |                                                                              | ベーケーシュ県   | メゼーコヴァーチハーザ郡 |
| 121    | メドジェシェジハーザ駅         | 5            | 30           | ■ |                                                                              | ベーケーシュ県   | メゼーコヴァーチハーザ郡 |
| 121    | マジャルバーンヘジェシュ駅     | 7            | 37           | ■ |                                                                              | ベーケーシュ県   | メゼーコヴァーチハーザ郡 |
| 121    | メゼーコヴァーチハーザ上駅     | 5            | 42           | ■ |                                                                              | ベーケーシュ県   | メゼーコヴァーチハーザ郡 |
| 121    | メゼーコヴァーチハーザ駅       | 2            | 44           | ■ |                                                                              | ベーケーシュ県   | メゼーコヴァーチハーザ郡 |
| 121    | ヴェーゲジハーザ駅             | 3            | 47           | ■ |                                                                              | ベーケーシュ県   | メゼーコヴァーチハーザ郡 |
| 121    | ヴェーゲジハーザ下駅           | 2            | 49           | ■ |                                                                              | ベーケーシュ県   | メゼーコヴァーチハーザ郡 |
| 121    | ベルシェーカマラーシュプスタ駅 | 3            | 52           | ■ |                                                                              | ベーケーシュ県   | メゼーコヴァーチハーザ郡 |
| 121    | メゼーヘジェシュ駅             | 5            | 57           | ■ | 125号線（メゼートゥール方面、バットニャ方面）                                | ベーケーシュ県   | メゼーコヴァーチハーザ郡 |
| 121    | チャナードパロタ駅             | 11           | 68           | ■ |                                                                              | チョングラード県 | マコー郡                 |
| 121    | ナジラキ・ケンデルジャール駅   | 5            | 73           | ■ |                                                                              | チョングラード県 | マコー郡                 |
| 121    | ナジラク駅                     | 3            | 76           | ■ |                                                                              | チョングラード県 | マコー郡                 |
| 121    | マジャルチャナード駅           | 7            | 83           | ■ |                                                                              | チョングラード県 | マコー郡                 |
| 121    | アパートファルヴァ駅           | 3            | 86           | ■ |                                                                              | チョングラード県 | マコー郡                 |
| 121    | マコー駅                       | 9            | 95           | ■ |                                                                              | チョングラード県 | マコー郡                 |
| 121    | キソンボル・メガーッロー駅     | 4            | 99           | ■ |                                                                              | チョングラード県 | マコー郡                 |
| 121    | キソンボル駅                   | 1            | 100          | ■ |                                                                              | チョングラード県 | マコー郡                 |
| 121    | デスク駅                       | 13           | 113          | ■ |                                                                              | チョングラード県 | セゲド郡                 |
| 121    | セーレグ駅                     | 6            | 119          | ■ |                                                                              | チョングラード県 | セゲド郡                 |
| 121    | ウーイセゲド駅                 | 4            | 123          | ■ |                                                                              | チョングラード県 | セゲド郡                 |